# .so
‎.so‏ دامنه اختصاص داده شده به سومالی است. به علت عدم وجود دولت مرکزی در این کشور جنگ زده، این دامنه اینترنتی عملاً استفاده نمی‌شود.